# 路易斯·米格尔·罗德里格斯
路易斯·米格尔·罗德里格斯（西班牙語：Luis Miguel Rodríguez，1973年5月3日—），古巴棒球运动员。他曾代表古巴国家队参加2008年夏季奥林匹克运动会棒球比赛，结果队伍获得一枚银牌。